# جوزيف مارتينو
جوزيف مارتينو (بالإنجليزية: Joseph Francis Martino)‏ هو كاهن كاثوليكي أمريكي، ولد في 1 مايو 1946 في فيلادلفيا في الولايات المتحدة.